# وليد إخلاصي
وليد إخلاصي، روائي سوري، ولد في لواء الإسكندرون في 27 أيار عام 1935 وتوفي في مدينة حلب في 19 شباط 2022.
والده أحمد عون الله إخلاصي، كان رئيسًا للتحرير (مجلة الاعتصام) الشهرية في أواخر العشرينات وأوائل الثلاثينات من القرن العشرين، والتي أوقفها الحاكم الفرنسي في فترة الانتداب، وقد أثرت طموحات الوالد الفكرية على بداياته المبكرة.
ألف في القصة والرواية والمسرحية والدراسة والمقال والزاوية الصحفية والشعر، وتمت ترجمة أدبه إلى لغات عدة منها الإنكليزية والفرنسية والألمانية والهولندية والأرمينية والروسية والصربية والبولونية.

## سيرته المهنية
عاش وتلقى تعليمه في مدينة حلب حيث درس المرحلة الابتدائية في مدرسة الحمدانية بحلب، والثانوية في التجهيز الأولى - المأمون بحلب، والجامعية في كلية الزراعة - جامعة الإسكندرية بمصر عام (1954) ليحصل على بكالوريوس في العلوم الزراعية عام (1958)، ودبلوم الدراسات العليا القطنية (1960).
ابتدأت حياته الوظيفية في مديرية اقتصاد حلب، ومحاضرًا في كلية الزراعة بجامعة حلب، ثم انتقل إلى المؤسسة العامة لحلج وتسويق القطن عام 1966.

## مساهماته
- ترأس فرع نقابة المهندسين الزراعيين في حلب أكثر من مرة.
- ترأس فرع اتحاد الكتاب العرب في حلب أكثر من مرة.
- عضو منتخب في مجلس اتحاد الكتاب العرب لثلاث دورات متعاقبات.
- ساهم في تأسيس مسرح الشعب والمسرح القومي والنادي السينمائي بحلب.
- عمل في الصحافة الأدبية وخصوصًا في مجلة الموقف الأدبي.
- عضو جمعية القصة والرواية.

## جوائز نالها
- حصل على جائزة اتحاد الكتاب العرب التقديرية بدمشق 1990.
- جائزة القصة العربية (محمود تيمور) في مصر (1994).
- جائزة سلطان بن علي العويس الثقافية في الرواية والمسرحية في دورتها الخامسة عام 1996.
- حاز على وسام الاستحقاق السوري من الدرجة الممتازة عام 2005.[4]

## مؤلفاته
من مؤلفاته:
1. العالم من قبل ومن بعد - مسرحية - دمشق 1964.
2. شتاء البحر اليابس- رواية - بيروت 1965.
3. دماء في الصبح الأغبر - مجموعة قصصية - بيروت 1968.
4. أحضان السيدة الجميلة - رواية - دمشق 1969.
5. زمن الشجرات القصيرة - مجموعة قصصية - دمشق 1970.
6. الطين - مجموعة قصصية - بيروت 1971.
7. الدهشة في العيون القاسية - مجموعة قصصية - دمشق 1972.
8. التقرير - مجموعة قصصية - عن اتحاد الكتاب العرب- دمشق 1974.
9. أحزان الرماد - رواية - بيروت 1975.
10. الصراط - مسرحية عن اتحاد الكتاب العرب- دمشق 1976.
11. سبعة أصوات خشنة - مسرحيات عن وزارة الثقافة والإرشاد القومي- دمشق 1979.
12. سهرة ديمقراطية على الخشبة - مسرحيتان - دمشق 1979.
13. موت الحلزون - مسرحية - دمشق 1976.
14. الأعشاب السوداء - مجموعة قصصية - دمشق 1980.
15. هذا النهر المجنون - مسرحية - دمشق 1980.
16. الحنظل الأليف - رواية - دمشق 1980.
17. من قتل العصافير - مسرحيتان - دمشق 1981.
18. أوديب - مسرحية - ليبيا- 1981.
19. يا..شجر يا.. - مجموعة قصصية - ليبيا- 1981.
20. زهرة الصندل - رواية - دمشق 1981.
21. بيت الخلد - رواية - دمشق 1982.
22. خان الورد - رواية - دمشق 1985.
23. باب الجمر - رواية - دمشق 1985.
24. المتعة الأخيرة - اعترافات شخصية في الأدب- دار طلاس- دمشق.
25. ملحمة القتل الصغرى- رواية - لندن 1994.
26. قطعة وطن على شاطئ قديم.
27. حكايات الهدهد - رواية.
28. أغنيات للمثل الوحيد - أربع مسرحيات قصيرة.
29. باب الجمر - رواية.
30. المتعة الأخيرة - دراسة.
31. من يقتل الأرملة - خمس مسرحيات.
32. مسرحيتان للفرجة - مسرحيتان.
33. رسالة التحقيق والتحقق - ثلاث مسرحيات.
34. دار المتعة - رواية.
35. ما حدث لعنترة - مجموعة قصصية.
36. السيف والترس - دراسة.
37. لعبة القدر والخطيئة - مسرحيتان.
38. لوحة المسرح الناقصة.
39. مسرحية البكاء في غياب القمر